# Climate fiction
Climate fiction (w skrócie cli-fi), fikcja klimatyczna – odmiana literatury i filmu, w której akcja rozgrywa się w postapokaliptycznym świecie naznaczonym przez skutki spowodowanej przez człowieka katastrofy klimatycznej. Często przyjmuje formę dystopii.

## Termin i znaczenie
Termin climate fiction upowszechnił się w drugiej dekadzie XXI wieku. Bloger i dziennikarz Danny Bloom uważa się za twórcę tego terminu − twierdzi, że wymyślił go w 2007 roku, a w 2012 roku umieścił w informacji prasowej anonsującej jego powieść Polar City Red (powieść ta sprzedała się w zaledwie 270 egzemplarzach). Termin spopularyzował się jednak po audycji w radiu NPR, poświęconej narodzinom nowego podgatunku literackiego, osnutego wokół katastrofy klimatycznej i nie wzmiankującej Blooma.
Przeciwnicy pojęcia wskazują, że temat zmian środowiska naturalnego podejmowany jest w fantastyce naukowej od dawna, a z kolei teksty literackie nie należące do gatunku sci-fi, a podejmujące tematykę klimatyczną również bazują na wyobrażeniach rodem ze science fiction i wiele jej zawdzięczają. Wskazują, że być może jest to po prostu etykietka, która ma ukryć fantastykę naukową przed niechętnymi jej czytelnikami i zachęcić ich do przeczytania książki, która pod określeniem science fiction by ich nie zainteresowała.
Według Gregersa Andersena podstawową cechą fikcji klimatycznej jest wykorzystanie w kreacji świata przedstawionego naukowego twierdzenia, że wynikająca z działalności człowieka emisja gazów cieplarnianych powoduje globalne ocieplenie i, w efekcie, katastrofę klimatyczną. Z kolei Rodge Glass pisze, że cli-fi różni się od sci-fi tym, że wynika z potrzeby ostrzeżenia, a przedstawione w niej niebezpieczeństwa wydają się nam znajome.
Do wątków literatury cli-fi należą m.in. powodzie wynikające z podniesienia się poziomu wód, wymieranie gatunków, pustynnienie.
Manjana Milkoreit twierdzi, że dzięki cli-fi odbiorca może zapoznać się z kryzysem klimatycznym nie poprzez suchy zbiór danych, ale poprzez opowieść, która odwołuje się do emocji, intelektu i duchowości i pozwala wyobrazić sobie ludzkość w zmienionych przez katastrofę okolicznościach. Dzięki temu odczuwa katastrofę jako osobistą i naglącą.

## Historia
Utwory, których tematem były wyzwania stawiane przez zmianę środowiska naturalnego, pojawiały się na długo przed terminem climate fiction. Źródła wymieniają m.in. Zatopiony świat J.G. Ballarda z 1962 roku oraz The Sea and Summer George’a Turnera z 1987 roku. Niektóre wskazują nawet na Juliusza Verne’a jako na protoplastę gatunku. Z kolei Adam Trexler wymienia Jesteśmy snem Ursuli Le Guin z 1971 roku jako pierwszą powieść, w której pojawia się troska o efekty spowodowanego przez człowieka efektu cieplarnianego.
Liczba utworów literackich odnoszących się do globalnego ocieplenia zaczęła stopniowo wzrastać w latach 80. i 90. XX wieku, umacniając się w pierwszej dekadzie XXI wieku. Zdaniem Adama Trexlera reelekcja George’a W. Busha na prezydenta USA w 2004 roku wzmocniła zmartwienie o przyszłość planety i przyczyniła się do znacznego wzrostu liczby utworów fikcji klimatycznej. Wzrost ten dokonywał się też równolegle z takimi wydarzeniami jak Szczyt Ziemi 1992, kampania wyborcza Ala Gore’a (umiejscawiające troskę o stan planety w centrum debaty politycznej) czy kolejne wezwania naukowców do działania.

## Przykłady utworów
- Margaret Atwood Rok potopu(inne języki) (2009)[5]
- T.C. Boyle A Friend of the Earth (2000)[10]
- Ben Bova The Caryatids (2009)[10]
- Michael Crichton Państwo strachu (2004)[10]
- Maggie Gee(inne języki) The Flood (2004)[10]
- Sarah Hall(inne języki) The Carhullan Army (2007)[14]
- Barbara Kingsolver Lot motyla (2012)[5]
- Doris Lessing Mara i Dann (1999)[10]
- Saci Lloyd(inne języki) Carbon Diaries 2015 (2008)[10]
- Maja Lunde Historia pszczół (2017)[15]
- Cormac McCarthy Droga[10]
- Ian McEwan Solar[15]
- Nathaniel Rich(inne języki) Odds Against Tomorrow (2013)[5]
- George Turner The Sea and Summer (1987)[16]
- Maja Wolny Jasność (2019)[2]
- Cezary Zbierzchowski Chłopi 2050, czyli Agronauci w czasach katastrofy klimatycznej[17]